# Vouprasia
Vouprasia (Grieks: Βουπρασία) is een deelgemeente (dimotiki enotita) van de fusiegemeente (dimos) Andravida-Kyllini, in de Griekse bestuurlijke regio (periferia) West-Griekenland.
Vouprasia ligt in het voormalige departement Ileia en telt 11204 inwoners.